# Гипоманганат калия
Гипоманганат калия — неорганическое соединение, калиевая соль марганцоватистой кислоты. Химическая формула — {\displaystyle {\ce {K3MnO4}}}. Также известен, как манганат(V) калия. Представляет собой неустойчивые в воде светло-синие кристаллы. Атом марганца в гипоманганат-анионе {\displaystyle {\ce {MnO4^3-}}} имеет степень окисления +5.

## Физические свойства
Внешний вид: светло-синие кристаллы или порошок.
| Стандартная энтальпия образования ΔH | -1421.304±9.204 кДж/моль (т) (при 298 К)  |
| Стандартная мольная теплоёмкость Cp  | 181.585±7.112 Дж/(моль·K) (т) (при 298 К) |

## Химические свойства
В водных растворах устойчив лишь в присутствии сильных щелочей. В сухом виде гипоманганат калия устойчив на воздухе, свободном от влаги и СО2 при температуре до 900°С.
На влажном воздухе при температуре в 250 °C окисляется:
{\displaystyle {\ce {4K3MnO4\ +O2\ +2H2O->[250^{\circ }C]4K2MnO4\ +4KOH}}}
Гипоманганат калия в водных растворах диспропорционирует на манганат(VI) и диоксид марганца:
{\displaystyle {\ce {2K3MnO4 + 2H2O -> K2MnO4\ + MnO2\ + 4KOH}}}

## Получение
- Образуется при нагревании перманганата и манганата калия:

{\displaystyle {\ce {5KMnO4->[t>200^{\circ }C]K2MnO4\ +K3MnO4\ +3MnO2\ +3O2\uparrow }}}
{\displaystyle {\ce {3K2MnO4->[500-850^{\circ }C]2K3MnO4\ +MnO2\ +O2\uparrow }}}
- K3MnO4 получается при окислении диоксида марганца в сильнощелочной среде:

{\displaystyle {\ce {4MnO2\ +12KOH\ +O2->[300^{\circ }C]4K3MnO4\ +6H2O}}}